# Малинова (округ Пр'євідза)
Малинова (словац. Malinová) — село, громада округу Пр'євідза, Тренчинський край. Кадастрова площа громади — 13.09 км². Протікає річка Хвойніца.
Населення 974 особи (станом на 31 грудня 2020 року).

## Історія
Малинова згадується 1339 року.

## Населення
| Рік:            | 1994. | 2004.   | 2014.   | 2024.    |
| --------------- | ----- | ------- | ------- | -------- |
| Кількість осіб: | 825   | 892     | 909     | 1011     |
| Різниця:        |       | +8,12 % | +1,90 % | +11,22 % |

| Рік:            | 2023. | 2024.   |
| --------------- | ----- | ------- |
| Кількість осіб: | 1026  | 1011    |
| Різниця:        |       | -1,46 % |